# Erling Sørensen
Erling Sørensen (født 27. november 1936, død 16. marts 2025) var en dansk fodboldmålmand, der spillede for Vejle Boldklub.

## Fakta
Erling Sørensen fik debut for Vejle Boldklub 18. august 1957 mod AIA og spillede sin afskedskamp d. 13. juni 1965 i en 6-0 sejr over B 1903. I alt opnåede han 116 kampe for Vejle Boldklubs bedste mandskab, med hvem han vandt to pokaltitler og et mesterskab.
Ved siden af klubkarrieren opnåede Erling Sørensen én kamp for  Danmarks A-landshold og tre kampe for  Danmarks B-landshold.

## Karriere
”Linge” brugte aldrig selv de store ord om sine præstationer, men sagde blot – ”Det er vel det, man har en målmand til”. Imidlertid var hans præstationer som målmand store og mange.
Fra hans debut i august 1957 og var han fast mand indtil 1961, hvor VB, som ”Linge” udtrykte det – ”havde en ræveskidt sæson”. Før sæsonen havde eksperterne udråbt AGF, KB og VB som ”de tre store”, der skulle kæmpe om guldet, men VB begyndte hurtigt at vise svaghedstegn. 
VB's spilleudvalg mente ikke, at Erling Sørensen levede op til formuleringen ”det er vel det, man har en målmand til”, og derfor blev han for første gang i sin karriere sat af holdet d. 7. maj 1961. Allerede ugen efter var Erling Sørensen dog tilbage mellem stængerne, men det blev bestemt ikke hans dag. VB førte 2-0 mod KB, da VB-målmanden gik helt forkert af et frispark, som stille og roligt havnede i netmaskerne. Så røg Erling Sørensen for anden gang ud i kulden og blev afløst af Heinz Hildebrandt.
VB var efterhånden drattet ned som nr. 11 i den bedste række med kun fem kampe tilbage og nedrykningen begyndte for alvor at spøge i Nørreskoven. Spilleudvalget udpegede Erling Sørensen som redningsmand og hentede ham op fra andetholdet, hvorfra Erling Sørensen kom, så og sejrede – VB vandt de resterende fem kampe i sæsonen og sluttede som nr. 7 i rækken efter mange store præstationer af Erling Sørensen. Men det er vel det, man har en målmand til. .
Efter karrieren holdt Erling Sørensen kontakten til kammeraterne i Vejle Boldklub og var aktiv i klubbens museumsudvalg.